# Szuszary
Szuszary (ros. Шушары) – osiedle w Rosji, w rejonie puszkińskim miasta wydzielonego Petersburga. W 2010 liczyło 22 652 mieszkańców.